# 15766 Strahlenberg
15766 Strahlenberg eller 1993 BD13 är en asteroid i huvudbältet som upptäcktes den 22 januari 1993 av den belgiske astronomen Eric W. Elst vid La Silla-observatoriet. Den är uppkallad efter upptäcktsresanden Philip Johan von Strahlenberg.
Asteroiden har en diameter på ungefär 14 kilometer.